# Compsophorus instriatus
Compsophorus instriatus là một loài tò vò trong họ Ichneumonidae.